# Manfred Kahlweit
Manfred Kahlweit (* 4. September 1928 in Ostpreußen; † 24. Januar 2012 in Göttingen) war ein deutscher Physiker und Physikochemiker.

## Leben
Manfred Kahlweit absolvierte das Studium der Physik an der Universität Göttingen, das er mit dem Diplom abschloss. Seine Diplomarbeit fertigte er im damaligen neuen Max-Planck-Institut für Physikalische Chemie in Göttingen an, das von Karl Friedrich Bonhoeffer geleitet wurde. Dort arbeitete er an seiner Doktorarbeit mit dem Thema "Über elektrische Potentialdifferenzen an der Phasengrenze nichtmischbarer Flüssigkeiten", mit der er 1954 von der Universität Göttingen promoviert wurde. Nach der Promotion arbeitete er als Postdoc in Kalifornien.
1963 wurde Manfred Kahlweit als Wissenschaftliches Mitglied der Max-Planck-Gesellschaft zurück in das Göttinger Max-Planck-Institut für Physikalische Chemie, nun unter der Leitung von Carl Wagner, berufen. Er habilitierte sich 1965 für Physikalische Chemie am Institut für Physikalische Chemie der Universität Göttingen. Seine Habilitationsschrift hat den Titel: „Über die Kinetik der Phasenbildung in kondensierten Systemen“. In seinen Vorlesungen im Institut für Physikalische Chemie behandelte er die Thermodynamik heterogener Mehrphasensysteme.
1967 wurde er Direktor im Max-Planck-Institut für Physikalische Chemie und wirkte dann an der Umgestaltung dieses Institutes mit, das 1971 in einem Neubau in Göttingen-Nikolausberg als Max-Planck-Institut für biophysikalische Chemie neu gegründet wurde. Dort leitete er von 1971 bis zu seiner Emeritierung die Abteilung Kinetik der Phasenbildung. Mit seinen Mitarbeitern untersuchte Manfred Kahlweit experimentell und theoretisch im Rahmen der klassischen Thermodynamik insbesondere die Entmischung von übersättigten oder unterkühlten flüssigen oder festen Mischphasen mit der Bildung neuer Phasen durch Keimbildung, Wachstum und Umlösung der zunächst gebildeten extrem kleinen Teilchen (Ostwald-Reifung). Im Mittelpunkt der Untersuchungen stand die Kinetik der Phasenbildungsprozesse und ihre theoretische Beschreibung. Die theoretischen Weiterentwicklungen zielten auf eine zusammenfassende Beschreibung der nacheinander und gleichzeitig ablaufenden Prozesse Keimbildung, Wachstum und Umlösung. Die Untersuchungen wurden auch auf kolloidale Systeme und insbesondere Mizellen ausgedehnt.
Neben seiner wissenschaftlichen Tätigkeit engagierte sich Manfred Kahlweit auch öffentlich. Er war Mitglied des Gründungssenats der Universität Bremen und gestaltete das neuartige Profil dieser Universität mit (Bremer Modell). Er war Kommissarischer Leiter während der Gründungsphase des 1992 gegründeten Max-Planck-Instituts für Kolloid- und Grenzflächenforschung in Potsdam. Auch setzte er sich für die Gründung eines Max-Planck-Instituts für die Erforschung des Musikempfindens ein, das allerdings erst 2012 als Max-Planck-Institut für empirische Ästhetik realisiert wurde.
Manfred Kahlweits politisches Engagement begann 1963 mit dem Eintritt in die SPD, und 1968 gehörte er zu den Gründungsmitgliedern des Ortsvereins Hetjershausen in seinem Wohnort. Dort war er auch Bürgermeister von 1970 bis 1973, als Hetjershausen nach Göttingen eingemeindet wurde. 1973 wurde er in den Göttinger Stadtrat gewählt, wo er 1974 SPD-Fraktionsvorsitzender wurde. 1979 legte er sein Ratsmandat aus beruflichen Gründen nieder.
Neben seinen vielfältigen Aktivitäten war Manfred Kahlweit ein begeisterter Musik-Liebhaber. Bereits 1956 während seiner kalifornischen Postdoc-Zeit begann er, Rezensionen für high fidelity zu schreiben. Seit 1959 rezensierte er für fonoforum (als freier Mitarbeiter bis ca. 1989) und für Tageszeitungen. Er war seit Beginn Mitglied der Jury des Deutschen Schallplattenpreises, der 1963 als Preis der deutschen Schallplattenkritik zum ersten Mal von fonoforum verliehen wurde.
Er war verheiratet mit Renate Kahlweit, geb. Kirchhoff, Tochter des Gynäkologen Prof. Heinz Kirchhoff. Die Journalistin Cathrin Kahlweit ist seine Tochter.

## Werke (Auswahl)
- Über elektrische Potentialdifferenzen an der Phasengrenze nichtmischbarer Flüssigkeiten. Zeitschrift f. Elektrochemie 58 (9): S. 658–665, 1954.
- Über die Kinetik der Phasenbildung in kondensierten Systemen. Universität Göttingen, Math.-naturwiss. Fakultät, Habilitationsschrift v. 5. Juli 1965.
- Alterung von Niederschlägen durch Umlösen (Ostwald-Reifung). Angewandte Chemie 77(9): S. 431, 1965.
- The structure of a precipitate as determined by the interplay of nucleation, growth and ageing. Progress in Solid State Chemistry 2 (0): S. 134–174, 1965.
- The internal oxidation of Cu-Si alloys (zusammen mit P. Bolsaitis). Acta Metall. 15 (5): S. 765–772, 1967.
- On the ageing of dendrites. Scr.Metall. 2 (5): S. 251–254, 1968.
- Kinetics of crystal growth from aqueous solutions. J.CRYST.GROWTH 3-4 (0): S. 401, 1968.
- On the dendritic growth of NH4Br-crystals from aqueous solutions. J.CRYST.GROWTH 5 (5): S. 391–394, 1969.
- Precipitation in Ni-Si alloys (zusammen mit G. Sauthoff). Acta Metall. 17: S. 1501–1509, 1969.
- On the dendritic growth of NH4Cl crystals from aqueous solutions. J.CRYST.GROWTH 6 (2): S. 125–129, 1970.
- On the dendritic growth of NH4CI crystals from aqueous solutions II. J.CRYST.GROWTH 7 (1): S. 74–78, 1970.
- Ostwald ripening of precipitates. Adv.Colloid Interface Sci. 5 (1): S. 1–35, 1975.
- Nucleation in Liquid Solutions. In: Reaction in Condensed Phases, Hrsg. H. E. N. R. Eyring, Academic Press, 1975, S. 675–698 (Chapter 12).
- On the kinetics of precipitation. Faraday Discuss. Chem. Soc. 61: S. 48–52 (doi:10.1039/DC9766100048), 1976.
- Further considerations on aging (Ostwald Ripening). Scr.Metall. 10 (7): S. 601–603, 1976.
- Über den derzeitigen Stand der Umlösungstheorie (Ostwald-Reifung). Chemie Ingenieur Technik 48 (8): S. 676–679, 1976.
- Further considerations on the aging of polydisperse suspensions (Ostwald Ripening). In: Hydrosols and Rheology, Hrsg. M. I. L. T. Kerker, Academic Press, 1976.
- Weitere Betrachtungen zur Theorie der Alterung (Ostwald-Reifung). Colloid and Polymer Science 255(1): S. 98, 1977.
- On the kinetics of micellization in aqueous solutions (zusammen mit M. Teubner). Adv.Colloid Interface Sci. 13 (1-2): S. 1–64, 1980.
- Grenzflächenerscheinungen. In: Grundzüge der Physikalischen Chemie in Einzeldarstellungen Band VII (ISBN 3-7985-0581-0), Hrsg. R. Haase, Verlag Steinkopff, Darmstadt 1981.
- The phase behavior of systems of the type H2O-oil-nonionic surfactant-electrolyte. Journal of Colloid and Interface Science 90 (1): S. 197–202, 1982.
- Kinetics of formation of association colloids. Journal of Colloid and Interface Science 90 (1): S. 92–99, 1982.
- Microemulsions. Science 240 (4852): S. 617–621 (doi:10.1126/science.240.4852.617), 1988.
- Complex fluids. Weakly to strongly structured mixtures. In: Berichte der Bunsengesellschaft für physikalische Chemie. 98, 1994, S. 490, doi:10.1002/bbpc.19940980351.
- How to prepare microemulsions at prescribed temperature, oil and brine. Journal of Physical Chemistry 99 (4): S. 1281–1284, 1995.
- Precipitation reactions. In: Encyclopedia of Physical Science and Technology (Third Edition), Hrsg. A. Meyers, New York: Academic Press, 2003, S. 57–72.